# Анте Раштегорац
Анте Раштегорац (Злосела, код Купреса, 8. септембар 1923 — Сарајево, 17. децембар 1986), учесник Народноослободилачке борбе, друштвено-политички радник СФРЈ и народни херој Југославије.

## Биографија
Рођен је 8. септембра 1923. године у селу Злосела, код Купреса. Потиче из сиромашне сељачке породице. У родном селу завршио је четири разреда основне школе, два разреда гимназије у Травнику, а Средњу занатску школу и електромеханичарски занат, у Железничкој ложионици у Сарајеву.
Дружећи се с радницима у Ложионици, врло млад се определио за раднички покрет. Као шеснаестогодишњак, 1939. године примљен је у чланство Савеза комунистичке омладине Југославије (СКОЈ), а 1941. у чланство Комунистичке партије Југославије (КПЈ). Због револуционарног рада више пута је хапшен и затваран током 1940. и 1941. године.
Активно је учествовао у припремама за подизање устанка у Босни и Херцеговини. Октобра 1941. године ступио је у Игмански партизански одред. По задатку Партије, долазио је неколико пута у Сарајево, где је извршавао бројне задатке. У Прву пролетерску ударну бригаду ступио је 5. марта 1942. године.
Са Првом пролетерском бригадом је учествовао у многим борбама, а посебно се истакао — 9. маја 1942. године, на Вечериновцу, код Мојковца; 3. јуна, у Добром Долу на Дурмитору, у сукобу са четницима Павла Ђуришића; током похода пролетерских бригада у Босанску крајину; током ослобађања Коњица; у борбама за Дувно, Шћит, Бугојно; у борбама на Боровој глави, недалеко од Шујице, где је његов батаљон осам дана водио борбе с усташком „Црном легијом“ и у борбама за Ливно, Кључ, Босанско Грахово и Јајце.
Децембра 1942. године постао је пушкомитраљезац. У току Четврте непријатељске офанзиве посебно се истакао у борбама на Иван-планини, код Чичева и Главатичева. У бици на Дрини, априла 1943, први је прешао набујалу реку, са својим „шарцем“ и омогућио је прелаз осталих бораца Првог батаљона преко хладне реке. У борбама током Пете непријатељске офанзиве, истакао се: код Бродарева, на Златном бору, Вучеву, Сутјесци, Балиновцу, и у борбама у источној Босни после ове велике операције.
Три пута је био рањен, а 1. августа 1943. године, при прелазу реке Босне код Немиле (околина Зенице), изгубио је око. После опоравка, упућен је у Пратећи батаљон Врховног штаба, у којем је остао до априла 1944. године, када је, с четом прикупљених авијатичара и морнара, као политички комесар чете, упућен на острво Вис. С Виса одлази у Команду базе НОВЈ у Бари, у Италији, где је распоређен на дужност команданта батаљона, с којим је, крајем октобра 1944. године, стигао у Београд и ушао у састав Гардијске бригаде, а фебруара 1945. године постављен је за команданта бригаде Треће београдске дивизије КНОЈ-а. Као старешина јединице Корпуса народне одбране Југославије (КНОЈ), истакао се у уништењу заосталих непријатељских јединица у Београду и ближој околини.

### Послератни период
После ослобођења Југославије, завршио је Војну академију ЈНА и вршио разне дужности у Југословенској народној армији (ЈНА), где је био командант бригаде и командант Шесте дивизије КНОЈ-а. За време сукоба са Информбироом, био је командант логора на Голом отоку.
Потом је радио као виши саветник у Савезном секретаријату за унутрашње послове Југославије (ССУП). Касније је постао привредник и био генерални директор конфекције „Клуз“ и генерални директор Пословне заједнице пруге Београд–Бар.
Преминуо је 17. децембра 1986. године у Сарајеву. Сахрањен је 19. децембра у Алеји народних хероја на Новом гробљу у Београду.
Носилац је Партизанске споменице 1941. и више других југословенских одликовања, међу којима су — Орден заслуга за народ са златном звездом, два Ордена братства и јединства са сребрним венцем, два Ордена за храброст и Орден партизанске звезде са пушкама. Орденом народног хероја одликован је 20. децембра 1951. године. Имао је чин пуковника ЈНА у резерви.